# Grauschwitz

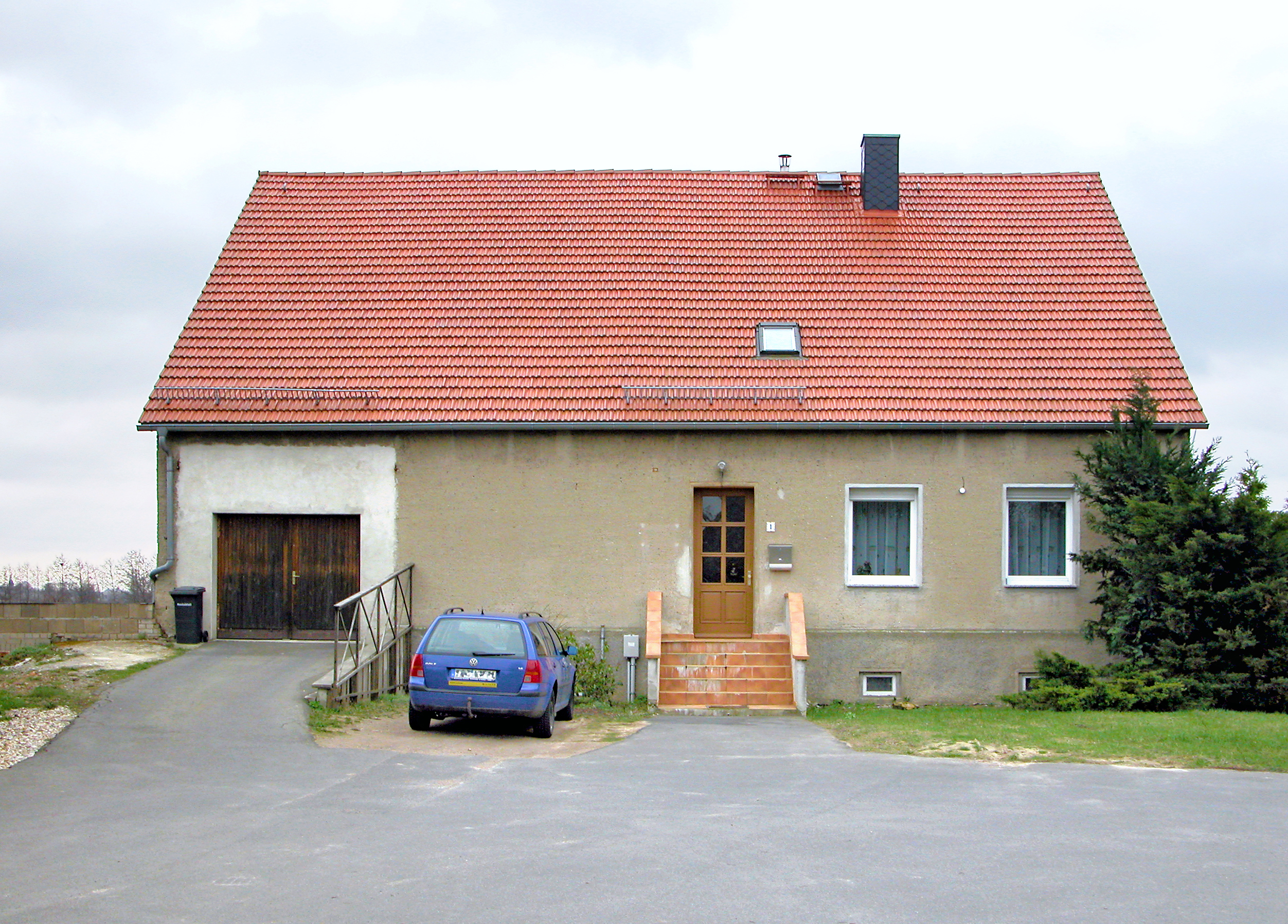
NiederGrauschwitz (Sornzig-Ablaß): Ehemaliges Rittergut, Neubauernhaus

Grauschwitz ist ein Dorf in der Gemeinde Mügeln in Sachsen. Es hat ca. 110 Einwohner.

## Lage
Der Ort liegt rund 10 km östlich von Grimma unweit der Autobahn 14, die südlich verläuft. Nördlich von Grauschwitz liegt Wermsdorf. Nur rund einen Kilometer südlich liegt Ablaß. Das Dorf wird von der Döllnitz durchquert.

## Geschichte

### Niedergrauschwitz
Das Reihendorf Niedergrauschwitz wurde erstmals 1206 in der Wendung Thitmarus de Gruzwiz erwähnt. Spätere Nennungen sind Gruͦseniz (1308), Gruyzwitz (1312), Hans Grussewicz doselbst (1445/47), Nidergraußwitz (1529) und Grauschwitz (1551). 1552, 1696 und 1764 war der Ort dem Rittergut Niedergrauschwitz zugehörig. Niedergrauschwitz gehörte zur Pflege Grimma, dem Amt Grimma, dem Gerichtsamt Wermsdorf, der Amtshauptmannschaft Oschatz sowie den (Land-)Kreisen Oschatz und Torgau-Oschatz, bis dieser im heutigen Kreis aufging.
Ab 1206 ist ein Rittergut belegt.

### Obergrauschwitz
Obergrauschwitz ist später erwähnt worden als Niedergrauschwitz: Erst 1378 ist Gruzewicz maior, Gros Griczewicz spätestens erstmals erwähnt. Spätere Nennungen sind Obergraußwitz (1529) und Grauschwitz (1551). Grauschwitz war dem castrum und der Pflege Grimma zugehörig und gehörte später zum Schulamt Meißen, dem Amt Mügeln mit Sornzig, dem Gerichtsamt Wermsdorf und später der Amtshauptmannschaft bzw. dem (Land-)Kreis Oschatz bis dieser zunächst im Landkreis Torgau-Oschatz aufging, dessen Gebiet zum heutigen Kreis gehört.

### Grauschwitz
Beide Orte waren seit jeher nach Ablaß gepfarrt. Grauschwitz entstand 1936 durch Zusammenlegung der Gemeinden Obergrauschwitz und Niedergrauschwitz. Es gehörte ab 1973 zunächst zur Gemeinde Ablaß, die 1994 mit Sornzig zu Sornzig-Ablaß fusionierte, welches 2011 in Mügeln eingemeindet wurde.
| Jahr                            | 1548/52                        | 1764                                    | 1834 | 1871 | 1890 | 1910 | 1925 | 1939 | 1946 | 1950 | 1964 |
| ------------------------------- | ------------------------------ | --------------------------------------- | ---- | ---- | ---- | ---- | ---- | ---- | ---- | ---- | ---- |
| Niedergrauschwitz               | 9 besessene Mann, 13 Inwohner  | 9 besessene Mann, 2 Gärtner, 1 Häusler  | 135  | 171  | 120  | 128  | 123  | -    | -    | -    | -    |
| Obergrauschwitz                 | 9 besessene Mann, 6 Inwohner   | 8 besessene Mann                        | 102  | 106  | 94   | 86   | 116  | -    | -    | -    | -    |
| Grauschwitz (bzw. kursiv Summe) | 18 besessene Mann, 19 Inwohner | 17 besessene Mann, 2 Gärtner, 1 Häusler | 237  | 277  | 214  | 214  | 239  | 217  | 329  | 311  | 270  |

1925 lebten in Niedergrauschwitz 120 Lutheraner, 2 Katholiken und ein andersgläubiger; in Obergrauschwitz lebten 113 Lutheraner und 3 Katholiken.

## Persönlichkeiten
- Richard Erich Gadegast (1853–1943), sächsischer Generalleutnant, geboren in Niedergrauschwitz
- Otto Richard Horn (1903–1999), SS-Unterscharführer, geboren in Obergrauschwitz

## Belege
1. 1 2  Grauschwitz, Nieder- – HOV | ISGV. Abgerufen am 30. März 2024.
2. 1 2  Grauschwitz, Ober- – HOV | ISGV. Abgerufen am 30. März 2024.